# Gare de Livyi Bereh
La gare de Livyi Bereh (en ukrainien : Лівий Берег) est une gare de la ville de Kiev en Ukraine.

## Situation ferroviaire
Établie sur le tronçon Kiev-Volyn à gare de Darnytsia elle est desservie par le Train urbain électrifié de Kiev.

## Histoire
C'est une gare qui fut construite en 1909 puis rénovée en 2010. En ukrainien cela signifie rive gauche, elle est donc sur l'autre rive du Dniepr.

## Service des voyageurs

### Desserte

Installations
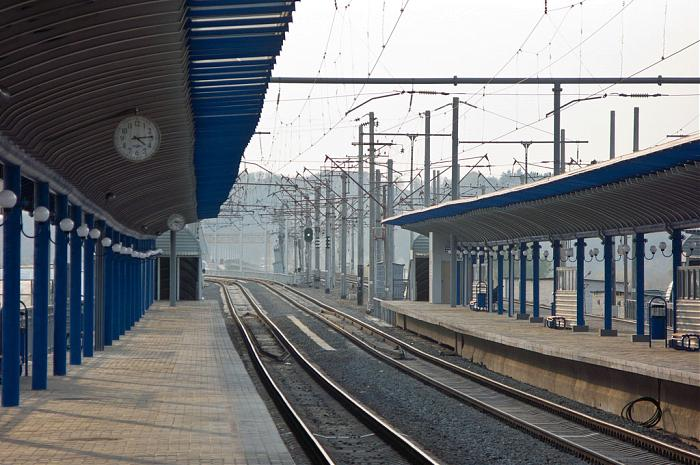
Les
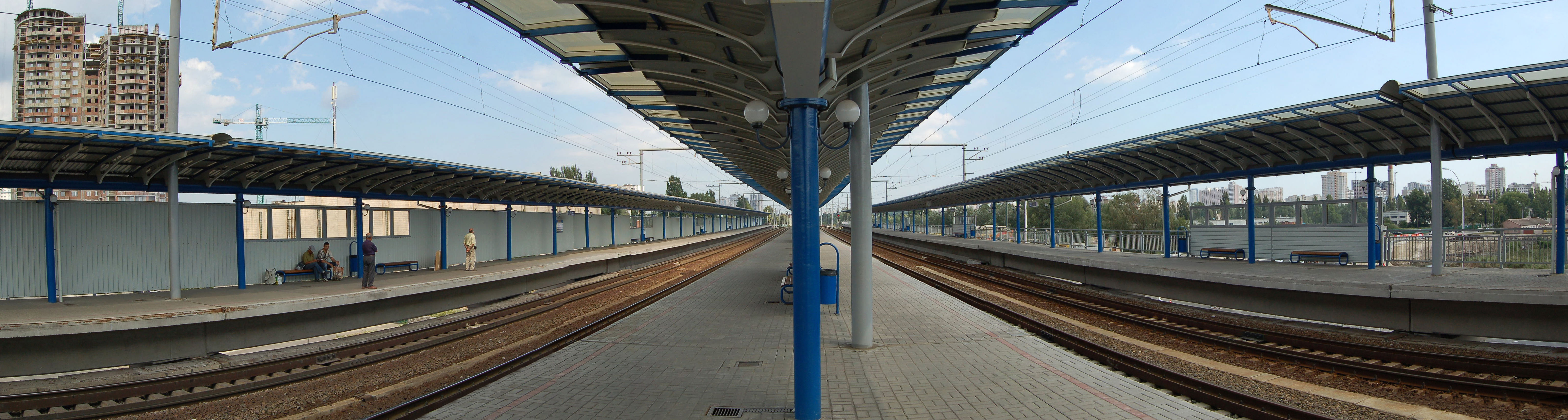
quais.